# Планкштат
Планкштат (њем. Plankstadt) општина је у њемачкој савезној држави Баден-Виртемберг. Једно је од 54 општинска средишта округа Рајн-Некар. Према процјени из 2010. у општини је живјело 9.617 становника. Посједује регионалну шифру (AGS) 8226063.

## Географски и демографски подаци
Планкштат се налази у савезној држави Баден-Виртемберг у округу Рајн-Некар. Општина се налази на надморској висини од 103 метра. Површина општине износи 8,4 km². У самом мјесту је, према процјени из 2010. године, живјело 9.617 становника. Просјечна густина становништва износи 1.146 становника/km².